# سودخر
سودخر (بالفارسية: سودخر) هي قرية تقع في قسم قلندرآباد الريفي في إيران. يقدر عدد سكانها بـ 91 نسمة .